# Eleições parlamentares europeias de 1989 no distrito de Viana do Castelo
| Eleições parlamentares europeias de 1989 Distritos: Aveiro \| Beja \| Braga \| Bragança \| Castelo Branco \| Coimbra \| Évora \| Faro \| Guarda \| Leiria \| Lisboa \| Portalegre \| Porto \| Santarém \| Setúbal \| Viana do Castelo \| Vila Real \| Viseu \| Açores \| Madeira \| Estrangeiro |

## Resultados por concelho
Os resultados nos concelhos do Distrito de Viana do Castelo foram os seguintes:

### Arcos de Valdevez
| Partido                 | Partido                         | Votos  | %               | +/-   |
| ----------------------- | ------------------------------- | ------ | --------------- | ----- |
|                         | Partido Social Democrata        | 4 980  | 47,23 / 100,00  | 5,62  |
|                         | Partido Socialista              | 2 377  | 22,54 / 100,00  | 4,71  |
|                         | Centro Democrático Social       | 2 015  | 19,11 / 100,00  | 4,03  |
|                         | Coligação Democrática Unitária  | 280    | 2,66 / 100,00   | 0,30  |
|                         | Movimento Democrático Português | 118    | 1,12 / 100,00   | 0,39  |
|                         | Outros (com menos de 1,00%)     | 412    | 3,91 / 100,00   |       |
| Votos Inválidos         | Votos Inválidos                 | 362    | 3,43 / 100,00   | 0,57  |
| Total                   | Total                           | 10 544 | 100,00 / 100,00 |       |
| Eleitorado/Participação | Eleitorado/Participação         | 24 840 | 42,45 / 100,00  | 16,25 |

### Caminha
| Partido                 | Partido                         | Votos  | %               | +/-   |
| ----------------------- | ------------------------------- | ------ | --------------- | ----- |
|                         | Partido Socialista              | 3 011  | 39,95 / 100,00  | 7,40  |
|                         | Partido Social Democrata        | 2 391  | 31,73 / 100,00  | 5,80  |
|                         | Centro Democrático Social       | 793    | 10,52 / 100,00  | 0,84  |
|                         | Coligação Democrática Unitária  | 515    | 6,83 / 100,00   | 1,62  |
|                         | Partido Popular Monárquico      | 108    | 1,43 / 100,00   | 0,64  |
|                         | Movimento Democrático Português | 103    | 1,37 / 100,00   | 0,90  |
|                         | Outros (com menos de 1,00%)     | 317    | 4,21 / 100,00   |       |
| Votos Inválidos         | Votos Inválidos                 | 298    | 3,95 / 100,00   | 0,49  |
| Total                   | Total                           | 7 536  | 100,00 / 100,00 |       |
| Eleitorado/Participação | Eleitorado/Participação         | 13 400 | 56,24 / 100,00  | 16,72 |

### Melgaço
| Partido                 | Partido                           | Votos  | %               | +/-   |
| ----------------------- | --------------------------------- | ------ | --------------- | ----- |
|                         | Partido Socialista                | 1 657  | 40,45 / 100,00  | 11,92 |
|                         | Partido Social Democrata          | 1 416  | 34,57 / 100,00  | 7,21  |
|                         | Centro Democrático Social         | 646    | 15,77 / 100,00  | 1,61  |
|                         | Coligação Democrática Unitária    | 73     | 1,78 / 100,00   | 0,21  |
|                         | Partido Socialista Revolucionário | 43     | 1,05 / 100,00   | 0,06  |
|                         | Outros (com menos de 1,00%)       | 154    | 3,76 / 100,00   |       |
| Votos Inválidos         | Votos Inválidos                   | 107    | 2,61 / 100,00   | 0,95  |
| Total                   | Total                             | 4 096  | 100,00 / 100,00 |       |
| Eleitorado/Participação | Eleitorado/Participação           | 10 913 | 37,53 / 100,00  | 17,63 |

### Monção
| Partido                 | Partido                        | Votos  | %               | +/-   |
| ----------------------- | ------------------------------ | ------ | --------------- | ----- |
|                         | Partido Social Democrata       | 3 443  | 40,43 / 100,00  | 4,99  |
|                         | Centro Democrático Social      | 2 066  | 24,26 / 100,00  | 0,44  |
|                         | Partido Socialista             | 2 056  | 24,14 / 100,00  | 6,48  |
|                         | Coligação Democrática Unitária | 232    | 2,72 / 100,00   | 0,53  |
|                         | Partido Popular Monárquico     | 124    | 1,46 / 100,00   | 0,02  |
|                         | Partido da Democracia Cristã   | 112    | 1,32 / 100,00   | 0,02  |
|                         | Outros (com menos de 1,00%)    | 249    | 2,93 / 100,00   |       |
| Votos Inválidos         | Votos Inválidos                | 234    | 2,75 / 100,00   | 0,40  |
| Total                   | Total                          | 8 516  | 100,00 / 100,00 |       |
| Eleitorado/Participação | Eleitorado/Participação        | 19 994 | 42,59 / 100,00  | 21,01 |

### Paredes de Coura
| Partido                 | Partido                           | Votos | %               | +/-   |
| ----------------------- | --------------------------------- | ----- | --------------- | ----- |
|                         | Partido Social Democrata          | 1 366 | 40,00 / 100,00  | 5,45  |
|                         | Partido Socialista                | 1 166 | 34,14 / 100,00  | 9,08  |
|                         | Centro Democrático Social         | 374   | 10,95 / 100,00  | 0,95  |
|                         | Coligação Democrática Unitária    | 180   | 5,27 / 100,00   | 1,61  |
|                         | Movimento Democrático Português   | 50    | 1,46 / 100,00   | 0,42  |
|                         | Partido Socialista Revolucionário | 38    | 1,11 / 100,00   | 0,09  |
|                         | Outros (com menos de 1,00%)       | 143   | 4,20 / 100,00   |       |
| Votos Inválidos         | Votos Inválidos                   | 98    | 2,87 / 100,00   | 0,90  |
| Total                   | Total                             | 3 415 | 100,00 / 100,00 |       |
| Eleitorado/Participação | Eleitorado/Participação           | 9 320 | 36,64 / 100,00  | 20,00 |

### Ponte da Barca
| Partido                 | Partido                        | Votos  | %               | +/-   |
| ----------------------- | ------------------------------ | ------ | --------------- | ----- |
|                         | Partido Social Democrata       | 2 186  | 38,95 / 100,00  | 17,12 |
|                         | Centro Democrático Social      | 1 676  | 29,86 / 100,00  | 14,59 |
|                         | Partido Socialista             | 1 293  | 23,04 / 100,00  | 5,29  |
|                         | Coligação Democrática Unitária | 124    | 2,21 / 100,00   | 0,08  |
|                         | Outros (com menos de 1,00%)    | 198    | 3,54 / 100,00   |       |
| Votos Inválidos         | Votos Inválidos                | 135    | 2,41 / 100,00   | 0,81  |
| Total                   | Total                          | 5 612  | 100,00 / 100,00 |       |
| Eleitorado/Participação | Eleitorado/Participação        | 11 292 | 49,70 / 100,00  | 17,76 |

### Ponte de Lima
| Partido                 | Partido                        | Votos  | %               | +/-   |
| ----------------------- | ------------------------------ | ------ | --------------- | ----- |
|                         | Partido Social Democrata       | 9 012  | 44,49 / 100,00  | 5,47  |
|                         | Centro Democrático Social      | 5 612  | 27,70 / 100,00  | 1,95  |
|                         | Partido Socialista             | 3 296  | 16,27 / 100,00  | 3,74  |
|                         | Coligação Democrática Unitária | 903    | 4,46 / 100,00   | 1,10  |
|                         | Partido Popular Monárquico     | 264    | 1,30 / 100,00   | 0,06  |
|                         | Outros (com menos de 1,00%)    | 628    | 3,10 / 100,00   |       |
| Votos Inválidos         | Votos Inválidos                | 542    | 2,68 / 100,00   | 0,04  |
| Total                   | Total                          | 20 257 | 100,00 / 100,00 |       |
| Eleitorado/Participação | Eleitorado/Participação        | 34 110 | 59,39 / 100,00  | 19,03 |

### Valença
| Partido                 | Partido                        | Votos  | %               | +/-   |
| ----------------------- | ------------------------------ | ------ | --------------- | ----- |
|                         | Partido Social Democrata       | 2 698  | 48,10 / 100,00  | 4,42  |
|                         | Partido Socialista             | 1 231  | 21,95 / 100,00  | 2,36  |
|                         | Centro Democrático Social      | 1 035  | 18,45 / 100,00  | 1,47  |
|                         | Coligação Democrática Unitária | 189    | 3,37 / 100,00   | 1,00  |
|                         | Partido Popular Monárquico     | 90     | 1,60 / 100,00   | 0,46  |
|                         | Partido da Democracia Cristã   | 56     | 1,00 / 100,00   | 0,04  |
|                         | Outros (com menos de 1,00%)    | 148    | 2,64 / 100,00   |       |
| Votos Inválidos         | Votos Inválidos                | 162    | 2,89 / 100,00   | 0,34  |
| Total                   | Total                          | 5 609  | 100,00 / 100,00 |       |
| Eleitorado/Participação | Eleitorado/Participação        | 11 411 | 49,15 / 100,00  | 20,74 |

### Viana do Castelo
| Partido                 | Partido                         | Votos  | %               | +/-   |
| ----------------------- | ------------------------------- | ------ | --------------- | ----- |
|                         | Partido Social Democrata        | 11 489 | 31,84 / 100,00  | 6,29  |
|                         | Partido Socialista              | 8 698  | 24,11 / 100,00  | 6,05  |
|                         | Coligação Democrática Unitária  | 5 928  | 16,43 / 100,00  | 4,24  |
|                         | Centro Democrático Social       | 5 793  | 16,06 / 100,00  | 1,07  |
|                         | Movimento Democrático Português | 682    | 1,89 / 100,00   | 0,97  |
|                         | Partido Popular Monárquico      | 581    | 1,61 / 100,00   | 0,36  |
|                         | Outros (com menos de 1,00%)     | 1 408  | 3,90 / 100,00   |       |
| Votos Inválidos         | Votos Inválidos                 | 1 502  | 4,16 / 100,00   | 0,84  |
| Total                   | Total                           | 36 081 | 100,00 / 100,00 |       |
| Eleitorado/Participação | Eleitorado/Participação         | 65 554 | 55,04 / 100,00  | 21,29 |

### Vila Nova de Cerveira
| Partido                 | Partido                           | Votos | %               | +/-   |
| ----------------------- | --------------------------------- | ----- | --------------- | ----- |
|                         | Partido Social Democrata          | 1 814 | 45,15 / 100,00  | 6,71  |
|                         | Partido Socialista                | 1 157 | 28,80 / 100,00  | 6,83  |
|                         | Centro Democrático Social         | 479   | 11,92 / 100,00  | 0,43  |
|                         | Coligação Democrática Unitária    | 128   | 3,19 / 100,00   | 0,91  |
|                         | Movimento Democrático Português   | 59    | 1,47 / 100,00   | 0,67  |
|                         | Partido Popular Monárquico        | 58    | 1,44 / 100,00   | 0,24  |
|                         | Partido Socialista Revolucionário | 50    | 1,24 / 100,00   | 0,59  |
|                         | Partido da Democracia Cristã      | 43    | 1,07 / 100,00   | 0,24  |
|                         | Outros (com menos de 1,00%)       | 90    | 2,23 / 100,00   |       |
| Votos Inválidos         | Votos Inválidos                   | 140   | 3,48 / 100,00   | 0,29  |
| Total                   | Total                             | 4 018 | 100,00 / 100,00 |       |
| Eleitorado/Participação | Eleitorado/Participação           | 7 514 | 53,47 / 100,00  | 20,04 |